# Campeonato Mundial de Voleibol de Praia Sub-19
Campeonato Mundial de Voleibol de Praia Sub-19 (FIVB Beach Volleyball U19 World Championships) é a competição de voleibol de praia mundial na categoria Sub-19 organizada pela Federação Internacional de Voleibol (FIVB). Até 2004, era um torneio Sub-18. Realizado anualmente entre 2002 e 2014, passou a acontecer a cada dois anos desde então.

## Quadro de medalhas

### Masculino
| Ordem | País           | Medalha de ouro | Medalha de prata | Medalha de bronze | Total |
| ----- | -------------- | --------------- | ---------------- | ----------------- | ----- |
| 1     | Polônia        | 4               | 2                | 3                 | 9     |
| 2     | Alemanha       | 3               | 2                | 1                 | 6     |
| 3     | Brasil         | 3               | 1                | 1                 | 5     |
| 4     | Rússia         | 1               | 2                | 3                 | 6     |
| 5     | Letônia        | 1               | 1                | 2                 | 4     |
| 6     | Ucrânia        | 1               | 1                | 1                 | 3     |
| 7     | França         | 1               | 0                | 1                 | 2     |
| 8     | Eslovênia      | 1               | 0                | 0                 | 1     |
| 8     | Estónia        | 1               | 0                | 0                 | 1     |
| 8     | Lituânia       | 1               | 0                | 0                 | 1     |
| 11    | Estados Unidos | 0               | 2                | 1                 | 3     |
| 12    | Noruega        | 0               | 2                | 0                 | 2     |
| 13    | Itália         | 0               | 1                | 1                 | 2     |
| 14    | Grécia         | 0               | 1                | 0                 | 1     |
| 14    | Suíça          | 0               | 1                | 0                 | 1     |
| 16    | Canadá         | 0               | 0                | 1                 | 1     |
| 16    | Espanha        | 0               | 0                | 1                 | 1     |
| 16    | Venezuela      | 0               | 0                | 1                 | 1     |
| 16    | Tailândia      | 0               | 1                | 0                 | 1     |

### Feminino
| Ordem | País           | Medalha de ouro | Medalha de prata | Medalha de bronze | Total |
| ----- | -------------- | --------------- | ---------------- | ----------------- | ----- |
| 1     | Brasil         | 4               | 2                | 0                 | 6     |
| 2     | Alemanha       | 3               | 2                | 5                 | 10    |
| 3     | Países Baixos  | 2               | 4                | 0                 | 6     |
| 4     | Polônia        | 2               | 2                | 0                 | 4     |
| 5     | Estados Unidos | 2               | 1                | 2                 | 5     |
| 6     | Rússia         | 1               | 4                | 3                 | 8     |
| 7     | Austrália      | 1               | 0                | 1                 | 2     |
| 7     | Ucrânia        | 1               | 0                | 1                 | 2     |
| 9     | Lituânia       | 1               | 0                | 0                 | 1     |
| 10    | Áustria        | 0               | 1                | 0                 | 1     |
| 10    | Itália         | 0               | 1                | 0                 | 1     |
| 12    | Canadá         | 0               | 0                | 2                 | 2     |
| 13    | China          | 0               | 0                | 1                 | 1     |
| 13    | Chéquia        | 0               | 0                | 1                 | 1     |
| 13    | Espanha        | 0               | 0                | 1                 | 1     |

### Geral
| Ordem | País           | Medalha de ouro | Medalha de prata | Medalha de bronze | Total |
| ----- | -------------- | --------------- | ---------------- | ----------------- | ----- |
| 1     | Brasil         | 7               | 3                | 1                 | 11    |
| 2     | Alemanha       | 6               | 4                | 6                 | 16    |
| 3     | Polônia        | 6               | 4                | 3                 | 13    |
| 4     | Rússia         | 2               | 6                | 6                 | 14    |
| 5     | Países Baixos  | 2               | 4                | 0                 | 6     |
| 6     | Lituânia       | 2               | 0                | 0                 | 2     |
| 7     | Estados Unidos | 2               | 2                | 3                 | 7     |
| 8     | Ucrânia        | 1               | 1                | 2                 | 4     |
| 9     | Letônia        | 1               | 1                | 2                 | 4     |
| 10    | Austrália      | 1               | 0                | 1                 | 2     |
| 10    | França         | 1               | 0                | 1                 | 2     |
| 12    | Eslovênia      | 1               | 0                | 0                 | 1     |
| 12    | Estónia        | 1               | 0                | 0                 | 1     |
| 14    | Itália         | 0               | 2                | 1                 | 3     |
| 15    | Noruega        | 0               | 2                | 0                 | 2     |
| 16    | Áustria        | 0               | 1                | 0                 | 1     |
| 16    | Grécia         | 0               | 1                | 0                 | 1     |
| 16    | Suíça          | 0               | 1                | 0                 | 1     |
| 16    | Tailândia      | 0               | 1                | 0                 | 1     |
| 20    | Canadá         | 0               | 0                | 3                 | 3     |
| 21    | Espanha        | 0               | 0                | 2                 | 2     |
| 22    | China          | 0               | 0                | 1                 | 1     |
| 22    | Chéquia        | 0               | 0                | 1                 | 1     |
| 22    | Venezuela      | 0               | 0                | 1                 | 1     |